# فرد فان هوفه
فرد فان هوفه (انگلیسی: Fred Van Hove; ۱۹ فوریهٔ ۱۹۳۷ – ۱۳ ژانویهٔ ۲۰۲۲) موسیقی‌دان سبک جاز اهل بلژیک و از پیشگامان جاز آزاد بود.